# Podmorje ispod hotela Helios u Starome Gradu
Morsko područje neposredno ispod hotela Helios (antička obala) u uvali Starogrojčici, Stari Grad na Hvaru, zaštićeno kulturno dobro.

## Opis
Prilikom akcije rekognosciranja Starogradskog zaljeva otkriveni su ostatci koji ukazuju na postojanje antičke obale na prostoru u moru neposredno i malo istočno od hotela Helios. Cijelo dno predmetnog područja prekriveno je ulomcima antičkog posuđa. Zapadno od zapadnog mula „Bonja“ jasno je vidljiva kamena padina prekrivena mnoštvom kalcificiranih keramičkih posuda i amfora koje su prekrivene morskim obraštajem i kalcifikatom. Cijela padina je duga oko 14m, a s istočne strane je presječena temeljima za mul. Padina po kojoj su se kalcificirale amfore spušta se od kamene stijene koja se nalazi na apsolutnoj dubini od -0,42 cm i u antičko doba je bila dio kopna do dubine od – 4 m. Prirasli ulomci keramičkog posuđa javljaju se po padini na apsolutnoj dubini od -1,62 m. Za pretpostaviti je da je i u antičko vrijeme taj dio padine bio pod morem pa će preciznija mjerenja totalnom stanicom pomoći i u određivanju razine mora u antici u uvali Staroga Grada. Nešto istočnije od hotela Helios u dužini od 9,10 m, a na apsolutnoj dubini od -1,98 m do -2,55 m nalazi se drugi dio antičke obale istih karakteristika kako i prethodno navedeni. Ukupna površina predmetnog lokaliteta tek treba biti točno utvrđena.

## Zaštita
Pod oznakom P-5269 zavedeno je kao nepokretno kulturno dobro - arheologija, pravna statusa preventivno zaštićena kulturnog dobra, klasificirano kao "podvodna arheološka zona/nalazište".